# Вансович Євген Антонович
Євгеній Антонович Вансович (17 грудня 1930, Одеса — 22 червня 2017, Одеса) — радянський стрибун у висоту, чемпіон СРСР, учасник літніх Олімпійських ігор 1952 року в Гельсінкі, майстер спорту СРСР, Заслужений лікар України.

## Біографія
Випускник Одеського медичного інституту 1954 року. Захопився спортом у 1946 році. Першим його тренером був Василь Зибайло, у якого займався протягом двох років (1946—1947). З 1947 по 1956-й (до закінчення кар'єри) Євген Вансович тренувався у П. І. Никифорова. У 1948—1956 роках виступав ДСТ «Медик» (Одеса). У 1950—1954 роках був чемпіоном України, а 1951 року — чемпіоном СРСР. Бронзовий призер Всесвітніх студентських ігор 1951.
На Олімпіаді в Гельсінкі показав результат 180 см і посів підсумкове 28-ме місце. У кваліфікації він подолав висоту 187 см.
Лікар-травматолог. Працював завідувачем відділення, а згодом — поліклінікою. У 1975 році став заступником головного лікаря Одеського обласного медичного центру.
Пішов із життя 22 червня 2017 року в Одесі.

## Виступи на чемпіонатах СРСР
- Чемпіонат СРСР з легкої атлетики 1951 —  (191 см).